# لش‌ماهی
لش‌ماهی (به انگلیسی: Chub) یک نام رایج ماهی است. این به هر یک از تعدادی ماهی پرتوباله در چندین تیره و به‌طور کلی مربوط می‌شود. در انگلستان، اصطلاح چوب معمولاً به گونه لش‌ماهی Squalius cephalus اشاره دارد. علاوه بر این، چوب دریایی را ببینید.

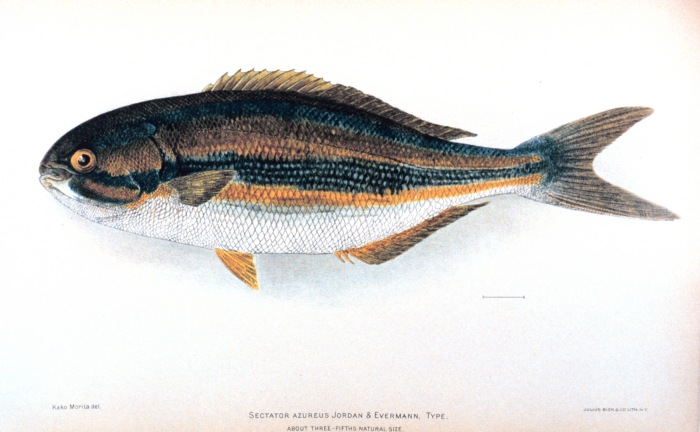
کیفوسین

## در تیرهٔکپورماهیان (Cyprinidae)
- لش‌ماهی چشم‌درشت، از سردهٔ Hybopsis
- لش‌ماهی نهر، سردهٔ Semotilus
- ماهی افتان، سردهٔ Semotilus
- لش‌ماهیاروپایی، سردهٔ Squalius
- لش‌ماهی آتشین، Hemitremia flammea (یک سردهٔ تک‌نماد)
- لش‌ماهی سرپهن، سردهٔ Platygobio
- لش‌ماهی سرشاخدار، سردهٔ Nocomis
- لش‌ماهی دریاچه، سردهٔ Couesius
- لش‌ماهی کهتر، Iotichthys phlegethontis (یک سردهٔ تک‌نماد)
- لش‌ماهی پهلوچرمی، Snyderichthys copei (یک سردهٔ تک‌نماد)
- لش‌ماهی اورگن، سردهٔ Oregonichthys
- لش‌ماهی پونتوخزری از سردهٔ Petroleuciscus
- لش‌ماهی باریک، از سردهٔ Erimystax
- لش‌ماهی غربی، سردهٔ Gila (از جمله Siphateles)
- سردهٔ Algansea
- سردهٔ Notropis (درخشنده‌های شرقی) گاهی «لش‌ماهی» نیز نامیده می‌شود.

## در تیره‌های دیگر
- لش‌ماهی دریایی، تیرهٔ Kyphosidae
- Coregonus artedi، که معمولاً به عنوان سیسکو، شاه‌ماهی دریاچه شناخته می‌شود
- Coregonus hoyi، معمولاً به عنوان bloater شناخته می‌شود، و گاهی تصور می‌شود که نوعی Coregonus artedi است.
- ماهی لب‌غنچه‌ای یا گورگی سیاه
- لش‌ماهی برمودا، Centrolophus niger
- قبادماهی ژاپنی